# Подяка за похвальну службу частині ВМС (США)

Почесна стрічка на Бойовий прапор формування, заохоченого подякою за похвальну службу ВМС

Вимпел формування, відзначеного подякою за похвальну службу ВМС

Подяка за похвальну службу частині Військово-морських сил США (англ. Navy Unit Commendation) — військова нагорода, почесна стрічка для заохочення подякою військових формувань, кораблів, суден, авіаційних крил, груп, ескадрилей, окремих підрозділів, команд та екіпажів ВМС та Корпусу морської піхоти за проявлену у бою з ворогом колективну мужність, героїзм та самовідданість, що водночас не відповідає канонам нагородження Президентською відзнакою частині. Частина (підрозділ) може бути нагороджене також за надзвичайні заслуги в службі без безпосереднього залучення до бою (але за умови забезпечення військової операції чи бойових дій), які продемонстровані особовим складом частини та роблять це формування вкрай видатним у порівнянні з іншими підрозділами, які виконують аналогічні службові функції.
Нагорода заснована секретарем ВМС Джеймсом Форрестолом 18 грудня 1944 року для заохочення військових колективів флоту та морської піхоти, починаючи з 6 грудня 1941 року.
Критерії нагородження військової частини (підрозділу) цією нагородою дорівнюються до вимог для заохочення військовослужбовців орденом Срібна Зірка (за героїзм) або Легіон Заслуг (США) (за заслуги).
Військовослужбовець має право носити на форменому одягу цю нагороду завжди, якщо він був учасником подій, за які частина була відзначена цією почесною нашивкою, або був прикомандирований до неї і знаходився в ній весь період подій. Якщо військовослужбовець або службовець в цій частині не був учасником подій за які частина (підрозділ) отримала нагороду, то він носити цю нашивку не має права.